# Charles V d'Anjou
Pour les articles homonymes, voir Charles d'Anjou.
Charles V d'Anjou, né en 1446, mort le 10 décembre 1481 à Marseille, comte du Maine (Charles V du Maine) et de Guise de 1472 à 1481, duc d'Anjou et comte de Provence et de Forcalquier de 1480 à 1481 (Charles III de Provence), fils de Charles IV du Maine, comte du Maine et de Guise, et d'Isabelle de Luxembourg-Saint-Pol, sœur de Louis de Luxembourg, comte de Saint Pol.

## Biographie
Il épouse en 1474 sa cousine Jeanne de Lorraine (1458-1480), fille de Ferry II, comte de Vaudémont, et de Yolande d'Anjou, duchesse de Lorraine, et petite-fille du roi René Ier d'Anjou mais n'en eut pas d'enfant.
De santé fragile et de caractère médiocre, il ne participe pas aux combats de son temps. À la mort de son oncle René Ier, duc d'Anjou, comte de Provence, la succession l'opposa à son beau-frère René II de Lorraine, le petit-fils de René Ier. Louis XI trancha en sa faveur sur le principe de la succession par les mâles, prévoyant la mort prématurée du jeune comte et l'annexion  au domaine royal de ses possessions. 
En effet, Charles V mourut l'année suivante. Il avait hérité des prétentions de ses ancêtres sur le trône de Naples, et portait comme roi de Naples le titre de Charles IV. Il légua à Louis XI sa souveraineté de Provence et ses prétentions sur Naples.
L'Anjou, le Maine, la Provence passèrent à la Couronne de France, et Guise à son neveu Louis d'Armagnac, fils de sa sœur Louise d'Anjou.